# Partido Republicano de Goiás
O Partido Republicano de Goiás foi um partido político que foi fundado e reorganizado 3 vezes. A agremiação surgiu inicialmente, na dissidência de clubes estaduais de Goiás do Partido Republicano Federal em 1890, refundado pelo afastamento de lideranças do Partido Democrata, em 1913. O partido deixou de existir em 1921.Ao longo das 11 legislaturas do Congresso Legislativo de Goiás, o PRG elegeu vários deputados e senadores, além de ter eleito 27 dos 30 constituintes estaduais de 1891. O partido era ligado a Leopoldo de Bulhões e à Gonzaga Jaime, e ao coronelismo das famílias destes. Ele foi reorganizado pela última vez em 1927, em oposição às novas forças políticas do estado, porém, não obteve êxito nas eleições estaduais de 1928, se desfazendo naquele mesmo ano.

## História do partido

### Primeira fundação- Cisão do Centro Republicano
Realizada no ano de 1890, o partido advinha do Centro Republicano de Goiás, criado por José Leopoldo Bulhões Jardim e Joaquim Xavier Guimarães Natal, com apoio da família Ramos Caiado, no ano de 1889, anteriormente à Proclamação da República do Brasil. O Centro separou-se devido divergências em 1892, ocorrendo a Cisão e surgindo o Partido Católico, liderado pelo cônego Inácio Xavier da Silva e o Partido Republicano de Goiás.  A primeira participação foi na legislatura constituinte de Goiás, onde elegeu 27 dos 30 deputados constituintes e na legislatura seguinte elegeu 17 deputados estaduais dos 30. A hegemonia que o partido exercia, se dava à influência política de Bulhões, parlamentar e ministro da Fazenda, que articulava os processos de fraude eleitoral e coronelismo. Mesmo com oligarquias rivais presentes no local, Leopoldo e o PRG detinham forte autoridade a ponto de organizar os vencedores das eleições ao governo. Esse poder se deu quando Floriano Peixoto, então presidente do Brasil, destitui o marechal Rodolfo Gustavo da Paixão e instaurou o coronel Constâncio Ribeiro da Maia, figura mais simpática à oligarquia Bulhões e aos Caiado. Esta destituição se deu, após 24 deputados estaduais terem sido processados e cassados por Paixão, após aprovarem em sessão secreta e ilegal, a Constituição Estadual de Goiás e convocar novas eleições. Com a mudança de presidentes da República, o marechal Paixão acabou sendo removido do comando estadual. Nas eleições de 1892, foi eleito como presidente estadual, o próprio José Leopoldo Bulhões, que preferiu continuar como deputado federal. A maioria dos presidentes de Goiás, após a queda de Paixão, integravam ao PRG.

### Crise e primeira dissolução
Em 1900, o então secretário do Interior e da Justiça do estado, José Xavier de Almeida, foi eleito presidente do Estado com apoio da ala bulhonista do PRG. Entretanto, Xavier de Almeida aproximou-se de rivais de José Leopoldo Bulhões Jardim, como Hermenegildo Lopes de Morais, e casou-se com a filha deste. Suas políticas tornaram-se cada vez mais próprias, criando órgãos jornalísticos (O Semanário Oficial e A Imprensa) em seu favor, para rivalizar com o jornal O Goiás da família Bulhões. O “xavierismo” começou a predominar o comando do Partido Republicano, chegando a homologar a candidatura de Miguel da Rocha Lima, em desfavor de Luís Gonzaga Jaime em 1905. Lima foi eleito com 23.404 votos, porém os Bulhões não aceitaram pacificamente o desfecho eleitoral. Uma crise se instaurou quando os Bulhões homologaram o candidato deles, o senador José Joaquim de Sousa, criando uma Crise dos 2 presidentes. O Congresso Nacional do Brasil, encabeçado pelo deputado federal Estevão Lobo, que concluiu numa comissão contadora, que a vitória era de Miguel da Rocha. Leopoldo de Bulhões, então ministro da Fazenda e senador, decidiu juntar forças na capital federal. No entanto, Bulhões é derrotado pelo aliado de Xavier de Almeida, Brás Abrantes na disputa de uma vaga no Senado Federal do Brasil. Em 1909, o candidato vencedor para a presidência do estado foi o xavierista e sogro de José, Hermenegildo Lopes de Morais, porém, o grupo e Bulhões, unindo-se ao situacionismo da família Ramos Caiado, desfaz o Partido Republicano e lidera uma revolta política, a Revolução de 1909, que ocasionou na queda de 3 presidentes de Estado e na criação do Partido Democrata.

### Segunda fundação
Com as Política das Salvações, liderada pelo presidente do Brasil e marechal Hermes da Fonseca, Leopoldo de Bulhões e seu grupo foram afastados do poder, centralizado na figura de Antônio Ramos Caiado, que se tornou presidente partidário do PD.  Ao lado de Gonzaga Jaime, Leopoldo refundou o Partido Republicano em 1913. As rivalidades políticas de Bulhões com a eminência parda, o senador Pinheiro Machado, resultaram cada vez mais no afastamento da política de Goiás, ele acabou transferindo seu domicílio eleitoral para Alagoas. O Partido perdeu a disputa senatorial de 1917, quando Leopoldo fora “degolado” pela Comissão de Verificação de Poderes. Bulhões foi rapidamente transferido para um comissariado público e o Partido desfez-se em 1921.

### Terceira fundação e dissolução definitiva
Em 1927, Bulhões e o senador estadual Antônio Martins Borges, até então filiado do PD, se uniram para reformular o PRG, que perdeu nas eleições de 1928. Borges sofreu ostracismo político e não se reelegeu para o Senado, acabando assim, a oposição formal à família Ramos Caiado.

### Curiosidades
1. A Imagem do partido da página é apenas uma versão ilustrativa criada pelo principal editor e criador dessa página, Emerson Júnior GSF.